# Последний дубль
«Последний дубль», в оригинале — «Империя кино»(яп. キネマの天地, кинэма то тэнти; англ. Final Take: The Golden Age of Movies) — японский фильм-драма режиссёра Ёдзи Ямады, снятый в 1986 году.

## Сюжет
Действие фильма разворачивается в 1930-е годы. В кино пришёл звук, открыв золотую страницу кинематографа.
Юную продавщицу сладостей Кохару Танаку, работающую в кинотеатре, приглашают сниматься в кино. Ей предлагают сыграть в небольших эпизодах, но и эти роли даются ей с трудом: сказывается отсутствие профессионального опыта. Но Кохару настойчива. Помногу раз повторяет она слова своей роли, репетирует дома, перед зеркалом, а отец, в прошлом актёр провинциального театра, помогает ей советами.
И вот уже Кохару добивается похвалы строгого режиссёра. И, наконец, Великая Актёрская Удача: под угрозой срыва оказались съёмки новой кассовой ленты, обещающей стать фильмом года, а признанная примадонна Сумиэ Кавасима скандально бросила работу и сбежала с возлюбленным в неизвестном направлении. Так Кохару получает свою первую главную роль. Но съёмочный процесс проходит тяжко. Взыскательный режиссёр недоволен исполнительницей, требуя от дебютантки максимального накала чувств. Расстроенная, потерявшая внутреннюю силу, она чуть было не отказывается от завершения работы. Спасает ситуацию внезапное потрясение. Опечаленный отец пытается отвлечь безутешную дочь, рассказав подлинную историю своих взаимоотношений с супругой. Страшная правда открывается ей: человек, которого она, сколько себя помнит, считала своим отцом, оказывается лишь любящим воспитателем, женившемся на её матери, когда та уже ждала ребёнка от другого.
Следующим утром на съёмочной площадке пережитое потрясение помогает девушке сыграть, наконец, с тем накалом, которого добивался от неё режиссёр Именно этот последний дубль всеми с восторгом и признаётся наилучшим. На кинонебосклон восходит новая звезда. Но в переполненном премьерном кинозале от нервного напряжения и волнений за нежно любимую девчушку её названному отцу становится плохо. Старый актёр умирает, глядя на свою дочь, радуясь её победе.

## В ролях
- Киёси Ацуми — Кихати
- Киити Накаи — Кэндзиро Симада
- Нарими Аримори — Кохару Танака
- Тиэко Байсё — Юки
- Кэйко Мацудзака — Сумиэ Кавасима
- Харуми Эдо
- Акира Эмото — режиссёр Саэки
- Канби Фудзияма — гость из Асакусы
- Хадзимэ Хана — Ясугоро
- Мицуру Хирата — Одагири
- Нана Киноми — певица
- Иттоку Кисибэ — режиссёр Огата
- Леонард Кума — Рёхэй Исоно
- Гин Маэда — Кокити
- Косиро Мацумото — глава студии Кида
- Дзюн Михо — Яэко Сонода
- Тиэко Мисаки — Садака
- Кэн Мицуиси — Икота, ассистент оператора
- Каори Момои — императрица Акико
- Осами Набэ — режиссёр Огасавара
- Тисю Рю — Томо-сан

## Премьеры
- — национальная премьера фильма в Японии состоялась 2 августа 1986 года[1].
- — американская премьера фильма состоялась 2 августа 1986 года в Нью-Йорке[1].
- — фильм демонстрировался на киноэкранах СССР с 20 марта 1989 года[комм. 2][2].

## Награды и номинации
Премия Японской киноакадемии
- 11-я церемония вручения премии (1987)[3]

Выиграны:
- Премия лучшему новичку года — Нарими Аримори

Номинации в категориях:
- за лучший фильм
- за лучшую режиссёрскую работу — Ёдзи Ямада
- за лучшее исполнение мужской роли — Киёси Ацуми
- за лучшее исполнение мужской роли второго плана — Кэй Сума
- за лучшее исполнение женской роли второго плана — Дзюн Михо
- за лучший сценарий — Хисаси Иноуэ, Тайти Ямада, Ёситака Асама, Ёдзи Ямада
- за лучшую работу художника-постановщика — Мицуо Дэгава
- за лучший саундтрек — Наодзуми Ямамото
- за лучшую песню — Исао Судзуки, Такаси Мацумото

Кинопремия «Голубая лента»
- 29-я церемония вручения премии (1987) [3]

Выиграны:
- Премия лучшей начинающей актрисе — Нарими Аримори
- Премия за лучшее исполнение мужской роли второго плана — Кэй Сума

Hochi Film Awards (1983)
- Премия за лучшее исполнение мужской роли второго плана — Кэй Сума

Международный кинофестиваль в Венеции (1986)
- Номинация на главный приз «Золотой лев» Венецианского кинофестиваля

Премия журнала «Кинэма Дзюмпо» (1987)
- Номинация на премию за лучший фильм 1986 года, однако по результатам голосования занял лишь 9 место.

## Комментарии
1. ↑  Оригинальное русское название в переводе с японского: «Империя кино». В прокате СССР демонстрировался под названием «Последний дубль», исходящем от английского названия фильма в мировом прокате: Final Take: The Golden Age of Movies
2. ↑  В советском прокате фильм демонстрировался с 20 марта 1989 года, р/у Госкино СССР № 1811588 — опубликовано: "Аннотированный каталог фильмов 1 квартала 1989 года. В/О «Союзинформкино», Госкино СССР, М.-1989, стр. 30.